# Las Juntas del Rosario
Las Juntas del Rosario är en ort i Mexiko.   Den ligger i kommunen Cutzamala de Pinzón och delstaten Guerrero, i den södra delen av landet, 170 km sydväst om huvudstaden Mexico City. Las Juntas del Rosario ligger 405 meter över havet och antalet invånare är 165.
Terrängen runt Las Juntas del Rosario är kuperad åt nordväst, men åt sydost är den bergig. Las Juntas del Rosario ligger nere i en dal. Runt Las Juntas del Rosario är det ganska tätbefolkat, med 60 invånare per kvadratkilometer. Närmaste större samhälle är El Salitre, 14,7 km söder om Las Juntas del Rosario. I omgivningarna runt Las Juntas del Rosario växer huvudsakligen savannskog.